# Potamium sanctae-mariae
Potamium sanctae-mariae là một loài Rêu trong họ Sematophyllaceae. Loài này được (Besch.) Broth. miêu tả khoa học đầu tiên năm 1908.